# La Cerlangue
La Cerlangue là một commune in the Seine-Maritime department in the Normandie region in northern Pháp.

## Dân số
| Năm | 1962 | 1968 | 1975 | 1982 | 1990 | 1999 | 2006 |
| --- | ---- | ---- | ---- | ---- | ---- | ---- | ---- |
| Dân số | 740  | 754  | 890  | 895  | 983  | 1106 | 1312 |
| From the year 1962 on: No double counting—residents of multiple communes (e.g. students and military personnel) are counted only once. |      |      |      |      |      |      |      |